# Feel Good Time
Feel Good Time је дуетска песма америчке певачице Пинк и Вилијема Орбита која је снимљена за филм Чарлијеви анђели 2: Пуном брзином а објављена је у јулу 2003. године. Песма се налази и на неамеричкој верзији албума Try This, трећег студијског албума који је Пинк снимила у својој каријери. Сингл је у САД био неуспешан, али је у Уједињеном Краљевству 
заузео 3. позицију а у Аустралији 7.
Песма је снимљена са намером да се нађе на Бековом албуму, али је он песму проследио Пинк како би је она снимила. Песма је 2004. номинована за Греми награду у категорији „Најбоља колаборација вокала“.

### Музички спот
Музички спот је коришћен као рекламни спот за филм, а у њему се појављују Камерон Дијаз, Дру Баримор и Луси Лу. У споту Пинк глуми агента који помаже водећем триу да врати украдене титанијумске прстенове а појављује се на мотокрос трци, као и на плажи са даском за сурфовање.

### Топ листе
| Земља                | Врх |
| -------------------- | --- |
| Аустралија           | 7   |
| Аустрија             | 9   |
| Уједињено Краљевство | 3   |
| Немачка              | 16  |
| САД                  | 60  |
| Француска            | 74  |
| Холандија            | 13  |
| Швајцарска           | 12  |